# فابيان أوريانا
فابيان أوريلانا (بالإسبانية: Fabián Orellana)‏ (مواليد 27 يناير 1986 في سانتياغو - تشيلي) لاعب كرة قدم تشيلياني يلعب حاليا لصالح نادي الدرجة الأولى خيريث الإسباني منذ 2009 في مركز المهاجم كما يجيد اللعب في مركز الوسط المهاجم والجناح الأيمن والأيسر .

## روابط خارجية
- فابيان أوريانا على موقع الاتحاد الدولي (مؤرشف)  (الإنجليزية)
- فابيان أوريانا على موقع قاعدة بيانات كرة القدم.إي يو (الإنجليزية)
- فابيان أوريانا على موقع بيانات كرة القدم. دي إي (الألمانية)
- فابيان أوريانا على موقع ناشيونال فوتبول تيمز (الإنجليزية)
- فابيان أوريانا على موقع Soccerway.com (الإنجليزية)
- فابيان أوريانا على موقع عالم كرة القدم.نت (الإنجليزية)
- فابيان أوريانا على موقع AS.com (الإسبانية)